# Collegio elettorale di Ugine
Il collegio elettorale di Ugine è stato un collegio elettorale uninominale del Regno di Sardegna. 
Fu istituito con il Regio editto del 17 marzo 1848. Era indicato con il numero 61 e comprendeva i mandamenti di Ugine, Faverges e Beaufort.
Con la riforma prevista dalla legge 3778 del 1859, il collegio, ora identificato con il numero 76,  comprendeva gli stessi mandamenti. 
In seguito alla cessione della Savoia nel 1860, il collegio cessò di far parte del Regno.

## Dati elettorali
Nel collegio si svolsero elezioni per le sette legislature del Ragno di Sardegna.

### I legislatura
Le votazioni si svolsero in 222 collegi uninominali a doppio turno. Come previsto dal decreto n. 680 del 17 marzo 1848, era eletto al primo turno il candidato che «riunisce in suo favore più del terzo dei voti del total numero dei membri componenti il collegio e più della metà dei suffragi dati dai votanti presenti all'adunanza» (art. 92). Se nessun candidato era eletto, al ballottaggio tra i due candidati con più voti era eletto chi otteneva il maggior numero di voti (art. 93) o, in caso di ugual numero di voti, il maggiore d'età (art. 94).
| Partito                            | Partito                            | Candidato                            | Primo turno 27 aprile 1848 | Primo turno 27 aprile 1848 | Ballottaggio 28 aprile 1848 | Ballottaggio 28 aprile 1848 |
| Partito                            | Partito                            | Candidato                            | Voti                       | %                          | Voti                        | %                           |
| ---------------------------------- | ---------------------------------- | ------------------------------------ | -------------------------- | -------------------------- | --------------------------- | --------------------------- |
|                                    | —                                  | Théophile-Victor de Chevron Villette | 273                        | 53,42                      | 285                         | 52,39                       |
|                                    | —                                  | Philippe Blanc                       | 238                        | 46,58                      | 259                         | 47,61                       |
|                                    |                                    |                                      |                            |                            |                             |                             |
| Iscritti                           | Iscritti                           | Iscritti                             | 868                        | 100,00                     | 868                         | 100,00                      |
| ↳ Votanti (% su iscritti)          | ↳ Votanti (% su iscritti)          | ↳ Votanti (% su iscritti)            | 569                        | 65,55                      | 544                         | 62,67                       |
| ↳ Voti validi (% su votanti)       | ↳ Voti validi (% su votanti)       | ↳ Voti validi (% su votanti)         | 511                        | 89,81                      | 544                         | 100,00                      |
| ↳ Schede non valide (% su votanti) | ↳ Schede non valide (% su votanti) | ↳ Schede non valide (% su votanti)   | 58                         | 10,19                      | 0                           | 0,00                        |
| ↳ Astenuti (% su iscritti)         | ↳ Astenuti (% su iscritti)         | ↳ Astenuti (% su iscritti)           | 299                        | 34,45                      | 324                         | 37,33                       |

Nella tornata del 16 maggio 1848 la Camera deliberò un'inchiesta per accertare se ci fossero state irregolarità nel corso di questa elezione. Poiché si rivelarono insussistenti l'elezione fu convalidata il 26 giugno 1848.

### II legislatura
Le votazioni si svolsero in 222 collegi uninominali a doppio turno con la stessa normativa precedente (al primo turno un numero di voti maggiore di un terzo degli iscritti).
| Partito                            | Partito                            | Candidato                          | Risultati 22 gennaio 1849 | Risultati 22 gennaio 1849 |
| Partito                            | Partito                            | Candidato                          | Voti                      | %                         |
| ---------------------------------- | ---------------------------------- | ---------------------------------- | ------------------------- | ------------------------- |
|                                    | —                                  | Antonio Mathieu                    | 347                       | 80,51                     |
|                                    | —                                  | Pierre Blanc                       | 84                        | 19,49                     |
|                                    |                                    |                                    |                           |                           |
| Iscritti                           | Iscritti                           | Iscritti                           | 868                       | 100,00                    |
| ↳ Votanti (% su iscritti)          | ↳ Votanti (% su iscritti)          | ↳ Votanti (% su iscritti)          | 447                       | 51,50                     |
| ↳ Voti validi (% su votanti)       | ↳ Voti validi (% su votanti)       | ↳ Voti validi (% su votanti)       | 431                       | 96,42                     |
| ↳ Schede non valide (% su votanti) | ↳ Schede non valide (% su votanti) | ↳ Schede non valide (% su votanti) | 16                        | 3,58                      |
| ↳ Astenuti (% su iscritti)         | ↳ Astenuti (% su iscritti)         | ↳ Astenuti (% su iscritti)         | 421                       | 48,50                     |

L'onorevole Mathieu il 10 febbraio 1849 optò per il collegio di Annecy. Il collegio fu riconvocato.
| Partito                            | Partito                            | Candidato                            | Primo turno 20 marzo 1849 | Primo turno 20 marzo 1849 | Ballottaggio 21 marzo 1849 | Ballottaggio 21 marzo 1849 |
| Partito                            | Partito                            | Candidato                            | Voti                      | %                         | Voti                       | %                          |
| ---------------------------------- | ---------------------------------- | ------------------------------------ | ------------------------- | ------------------------- | -------------------------- | -------------------------- |
|                                    | —                                  | Ambroise Delachenal                  | 90                        | 50,85                     | 62                         | 73,81                      |
|                                    | —                                  | Théophile-Victor de Chevron Villette | 87                        | 49,15                     | 22                         | 26,19                      |
|                                    |                                    |                                      |                           |                           |                            |                            |
| Iscritti                           | Iscritti                           | Iscritti                             | 868                       | 100,00                    | 868                        | 100,00                     |
| ↳ Votanti (% su iscritti)          | ↳ Votanti (% su iscritti)          | ↳ Votanti (% su iscritti)            | 178                       | 20,51                     | 84                         | 9,68                       |
| ↳ Voti validi (% su votanti)       | ↳ Voti validi (% su votanti)       | ↳ Voti validi (% su votanti)         | 177                       | 99,44                     | 84                         | 100,00                     |
| ↳ Schede non valide (% su votanti) | ↳ Schede non valide (% su votanti) | ↳ Schede non valide (% su votanti)   | 1                         | 0,56                      | 0                          | 0,00                       |
| ↳ Astenuti (% su iscritti)         | ↳ Astenuti (% su iscritti)         | ↳ Astenuti (% su iscritti)           | 690                       | 79,49                     | 784                        | 90,32                      |

### III legislatura
Le votazioni si svolsero in 204 collegi uninominali a doppio turno con la normativa del 1848 (al primo turno un numero di voti maggiore di un terzo degli iscritti).
| Partito                            | Partito                            | Candidato                            | Risultati 15 luglio 1849 | Risultati 15 luglio 1849 |
| Partito                            | Partito                            | Candidato                            | Voti                     | %                        |
| ---------------------------------- | ---------------------------------- | ------------------------------------ | ------------------------ | ------------------------ |
|                                    | —                                  | Ambroise Delachenal                  | 359                      | 79,07                    |
|                                    | —                                  | Théophile-Victor de Chevron Villette | 95                       | 20,93                    |
|                                    |                                    |                                      |                          |                          |
| Iscritti                           | Iscritti                           | Iscritti                             | 865                      | 100,00                   |
| ↳ Votanti (% su iscritti)          | ↳ Votanti (% su iscritti)          | ↳ Votanti (% su iscritti)            | 485                      | 56,07                    |
| ↳ Voti validi (% su votanti)       | ↳ Voti validi (% su votanti)       | ↳ Voti validi (% su votanti)         | 454                      | 93,61                    |
| ↳ Schede non valide (% su votanti) | ↳ Schede non valide (% su votanti) | ↳ Schede non valide (% su votanti)   | 31                       | 6,39                     |
| ↳ Astenuti (% su iscritti)         | ↳ Astenuti (% su iscritti)         | ↳ Astenuti (% su iscritti)           | 380                      | 43,93                    |

### IV legislatura
Le votazioni si svolsero in 204 collegi uninominali a doppio turno con la normativa del 1848 (al primo turno un numero di voti maggiore di un terzo degli iscritti).
| Partito                            | Partito                            | Candidato                            | Risultati 9 dicembre 1849 | Risultati 9 dicembre 1849 |
| Partito                            | Partito                            | Candidato                            | Voti                      | %                         |
| ---------------------------------- | ---------------------------------- | ------------------------------------ | ------------------------- | ------------------------- |
|                                    | —                                  | Théophile-Victor de Chevron Villette | 474                       | 64,84                     |
|                                    | —                                  | Ambroise Delachenal                  | 257                       | 35,16                     |
|                                    |                                    |                                      |                           |                           |
| Iscritti                           | Iscritti                           | Iscritti                             | 1 041                     | 100,00                    |
| ↳ Votanti (% su iscritti)          | ↳ Votanti (% su iscritti)          | ↳ Votanti (% su iscritti)            | 761                       | 73,10                     |
| ↳ Voti validi (% su votanti)       | ↳ Voti validi (% su votanti)       | ↳ Voti validi (% su votanti)         | 731                       | 96,06                     |
| ↳ Schede non valide (% su votanti) | ↳ Schede non valide (% su votanti) | ↳ Schede non valide (% su votanti)   | 30                        | 3,94                      |
| ↳ Astenuti (% su iscritti)         | ↳ Astenuti (% su iscritti)         | ↳ Astenuti (% su iscritti)           | 280                       | 26,90                     |

L’onorevole Villette si dimise il 21 novembre 1851. Il collegio fu riconvocato.
| Partito                            | Partito                            | Candidato                          | Primo turno 15 dicembre 1851 | Primo turno 15 dicembre 1851 | Ballottaggio 17 dicembre 1851 | Ballottaggio 17 dicembre 1851 |
| Partito                            | Partito                            | Candidato                          | Voti                         | %                            | Voti                          | %                             |
| ---------------------------------- | ---------------------------------- | ---------------------------------- | ---------------------------- | ---------------------------- | ----------------------------- | ----------------------------- |
|                                    | —                                  | Maurice Blanc                      | 120                          | 39,47                        | 175                           | 55,21                         |
|                                    | —                                  | Ambroise Delachenal                | 184                          | 60,53                        | 142                           | 44,79                         |
|                                    |                                    |                                    |                              |                              |                               |                               |
| Iscritti                           | Iscritti                           | Iscritti                           | 1 162                        | 100,00                       | 1 162                         | 100,00                        |
| ↳ Votanti (% su iscritti)          | ↳ Votanti (% su iscritti)          | ↳ Votanti (% su iscritti)          | 330                          | 28,40                        | 320                           | 27,54                         |
| ↳ Voti validi (% su votanti)       | ↳ Voti validi (% su votanti)       | ↳ Voti validi (% su votanti)       | 304                          | 92,12                        | 317                           | 99,06                         |
| ↳ Schede non valide (% su votanti) | ↳ Schede non valide (% su votanti) | ↳ Schede non valide (% su votanti) | 26                           | 7,88                         | 3                             | 0,94                          |
| ↳ Astenuti (% su iscritti)         | ↳ Astenuti (% su iscritti)         | ↳ Astenuti (% su iscritti)         | 832                          | 71,60                        | 842                           | 72,46                         |

### V legislatura
Le votazioni si svolsero in 204 collegi uninominali a doppio turno con la normativa del 1848 (al primo turno un numero di voti maggiore di un terzo degli iscritti).
| Partito                            | Partito                            | Candidato                          | Primo turno 8 dicembre 1853 | Primo turno 8 dicembre 1853 | Ballottaggio 11 dicembre 1853 | Ballottaggio 11 dicembre 1853 |
| Partito                            | Partito                            | Candidato                          | Voti                        | %                           | Voti                          | %                             |
| ---------------------------------- | ---------------------------------- | ---------------------------------- | --------------------------- | --------------------------- | ----------------------------- | ----------------------------- |
|                                    | —                                  | Maurice Blanc                      | 317                         | 66,60                       | 295                           | 70,07                         |
|                                    | —                                  | Ambroise Delachenal                | 159                         | 33,40                       | 126                           | 29,93                         |
|                                    |                                    |                                    |                             |                             |                               |                               |
| Iscritti                           | Iscritti                           | Iscritti                           | 1 041                       | 100,00                      | 1 041                         | 100,00                        |
| ↳ Votanti (% su iscritti)          | ↳ Votanti (% su iscritti)          | ↳ Votanti (% su iscritti)          | 508                         | 48,80                       | 424                           | 40,73                         |
| ↳ Voti validi (% su votanti)       | ↳ Voti validi (% su votanti)       | ↳ Voti validi (% su votanti)       | 476                         | 93,70                       | 421                           | 99,29                         |
| ↳ Schede non valide (% su votanti) | ↳ Schede non valide (% su votanti) | ↳ Schede non valide (% su votanti) | 32                          | 6,30                        | 3                             | 0,71                          |
| ↳ Astenuti (% su iscritti)         | ↳ Astenuti (% su iscritti)         | ↳ Astenuti (% su iscritti)         | 533                         | 51,20                       | 617                           | 59,27                         |

L'onorevole Blanc si dimise il 1º dicembre 1854. Il collegio fu riconvocato.
| Partito                            | Partito                            | Candidato                          | Primo turno 31 dicembre 1854 | Primo turno 31 dicembre 1854 | Ballottaggio 4 gennaio 1855 | Ballottaggio 4 gennaio 1855 |
| Partito                            | Partito                            | Candidato                          | Voti                         | %                            | Voti                        | %                           |
| ---------------------------------- | ---------------------------------- | ---------------------------------- | ---------------------------- | ---------------------------- | --------------------------- | --------------------------- |
|                                    | —                                  | Antonio Mathieu                    | 346                          | 99,71                        | 155                         | 100,00                      |
|                                    | —                                  | Ambroise Delachenal                | 1                            | 0,29                         |                             |                             |
|                                    |                                    |                                    |                              |                              |                             |                             |
| Iscritti                           | Iscritti                           | Iscritti                           | 1 103                        | 100,00                       | 1 103                       | 100,00                      |
| ↳ Votanti (% su iscritti)          | ↳ Votanti (% su iscritti)          | ↳ Votanti (% su iscritti)          | 350                          | 31,73                        | 155                         | 14,05                       |
| ↳ Voti validi (% su votanti)       | ↳ Voti validi (% su votanti)       | ↳ Voti validi (% su votanti)       | 347                          | 99,14                        | 155                         | 100,00                      |
| ↳ Schede non valide (% su votanti) | ↳ Schede non valide (% su votanti) | ↳ Schede non valide (% su votanti) | 3                            | 0,86                         | 0                           | 0,00                        |
| ↳ Astenuti (% su iscritti)         | ↳ Astenuti (% su iscritti)         | ↳ Astenuti (% su iscritti)         | 753                          | 68,27                        | 948                         | 85,95                       |

### VI legislatura
Le votazioni si svolsero in 204 collegi uninominali a doppio turno dopo la modifica dei collegi della Sardegna nel 1856; venne applicata la normativa del 1848 (al primo turno un numero di voti maggiore di un terzo degli iscritti).
| Partito                            | Partito                            | Candidato                          | Primo turno 15 novembre 1857 | Primo turno 15 novembre 1857 | Ballottaggio 18 novembre 1857 | Ballottaggio 18 novembre 1857 |
| Partito                            | Partito                            | Candidato                          | Voti                         | %                            | Voti                          | %                             |
| ---------------------------------- | ---------------------------------- | ---------------------------------- | ---------------------------- | ---------------------------- | ----------------------------- | ----------------------------- |
|                                    | —                                  | Albert-Eugène Lachenal             | 344                          | 51,89                        | 389                           | 60,31                         |
|                                    | —                                  | Ambroise Delachenal                | 319                          | 48,11                        | 256                           | 39,69                         |
|                                    |                                    |                                    |                              |                              |                               |                               |
| Iscritti                           | Iscritti                           | Iscritti                           | 1 175                        | 100,00                       | 1 175                         | 100,00                        |
| ↳ Votanti (% su iscritti)          | ↳ Votanti (% su iscritti)          | ↳ Votanti (% su iscritti)          | 676                          | 57,53                        | 654                           | 55,66                         |
| ↳ Voti validi (% su votanti)       | ↳ Voti validi (% su votanti)       | ↳ Voti validi (% su votanti)       | 663                          | 98,08                        | 645                           | 98,62                         |
| ↳ Schede non valide (% su votanti) | ↳ Schede non valide (% su votanti) | ↳ Schede non valide (% su votanti) | 13                           | 1,92                         | 9                             | 1,38                          |
| ↳ Astenuti (% su iscritti)         | ↳ Astenuti (% su iscritti)         | ↳ Astenuti (% su iscritti)         | 499                          | 42,47                        | 521                           | 44,34                         |

### VII legislatura
Le votazioni si svolsero in 387 collegi uninominali a doppio turno. Come previsto dalla legge elettorale del 20 novembre 1859, era eletto al primo turno il candidato che «riunisce in suo favore più del terzo dei voti del total numero dei membri componenti il collegio e più della metà dei suffragi dati dai votanti presenti all'adunanza» (art. 91). Se nessun candidato era eletto, al ballottaggio tra i due candidati con più voti era eletto chi otteneva il maggior numero di voti (art. 92) o, in caso di ugual numero di voti, il maggiore d'età (art. 93).
| Partito                            | Partito                            | Candidato                          | Primo turno 25 marzo 1860 | Primo turno 25 marzo 1860 | Ballottaggio 29 marzo 1860 | Ballottaggio 29 marzo 1860 |
| Partito                            | Partito                            | Candidato                          | Voti                      | %                         | Voti                       | %                          |
| ---------------------------------- | ---------------------------------- | ---------------------------------- | ------------------------- | ------------------------- | -------------------------- | -------------------------- |
|                                    | —                                  | Maurice Blanc                      | 183                       | 57,55                     | 140                        | 78,21                      |
|                                    | —                                  | Ambroise Delachenal                | 135                       | 42,45                     | 39                         | 21,79                      |
|                                    |                                    |                                    |                           |                           |                            |                            |
| Iscritti                           | Iscritti                           | Iscritti                           | 1 278                     | 100,00                    | 1 278                      | 100,00                     |
| ↳ Votanti (% su iscritti)          | ↳ Votanti (% su iscritti)          | ↳ Votanti (% su iscritti)          | 342                       | 26,76                     | 184                        | 14,40                      |
| ↳ Voti validi (% su votanti)       | ↳ Voti validi (% su votanti)       | ↳ Voti validi (% su votanti)       | 318                       | 92,98                     | 179                        | 97,28                      |
| ↳ Schede non valide (% su votanti) | ↳ Schede non valide (% su votanti) | ↳ Schede non valide (% su votanti) | 24                        | 7,02                      | 5                          | 2,72                       |
| ↳ Astenuti (% su iscritti)         | ↳ Astenuti (% su iscritti)         | ↳ Astenuti (% su iscritti)         | 936                       | 73,24                     | 1 094                      | 85,60                      |